# Лексема
Лексема је јединица лексичког значења која лежи у основи скупа речи повезаних инфлексијом. То је основна апстрактна јединица значења, јединица морфолошке анализе у лингвистици која приближно одговара скупу облика које узима појединачни корен речи.
Сви граматички облици и сва значења једне речи чине лексему. Не може се појавити у конкретној употреби у свим својим облицима и значењима истовремено. Ранко Бугарски наводи да се у стручној лингвистичкој терминологији лексемом назива реч која је јединица речника (лексикона, вокабулара), са свим њеним граматичким облицима и фразеолошким проширењима. Скуп свих облика једне лексеме чини њену парадигму.